# Detective Conan: La partitura del miedo
Detective Conan: La partitura del miedo  (戦慄の楽譜 Senritsu no Gakufu?) es el título del duodécimo largometraje de la serie de anime y manga Detective Conan estrenado en Japón el 19 de abril del 2008. La película recaudó 2.42 billones de yens.